# 泰卡里
泰卡里（Tekari），是印度比哈尔邦Gaya县的一个城镇。总人口17615（2001年）。

## 人口
该地2001年总人口17615人，其中男性9192人，女性8423人；0—6岁人口3015人，其中男1562人，女1453人；识字率65.60%，其中男性为73.57%，女性为56.90%。